# Seitenbrück

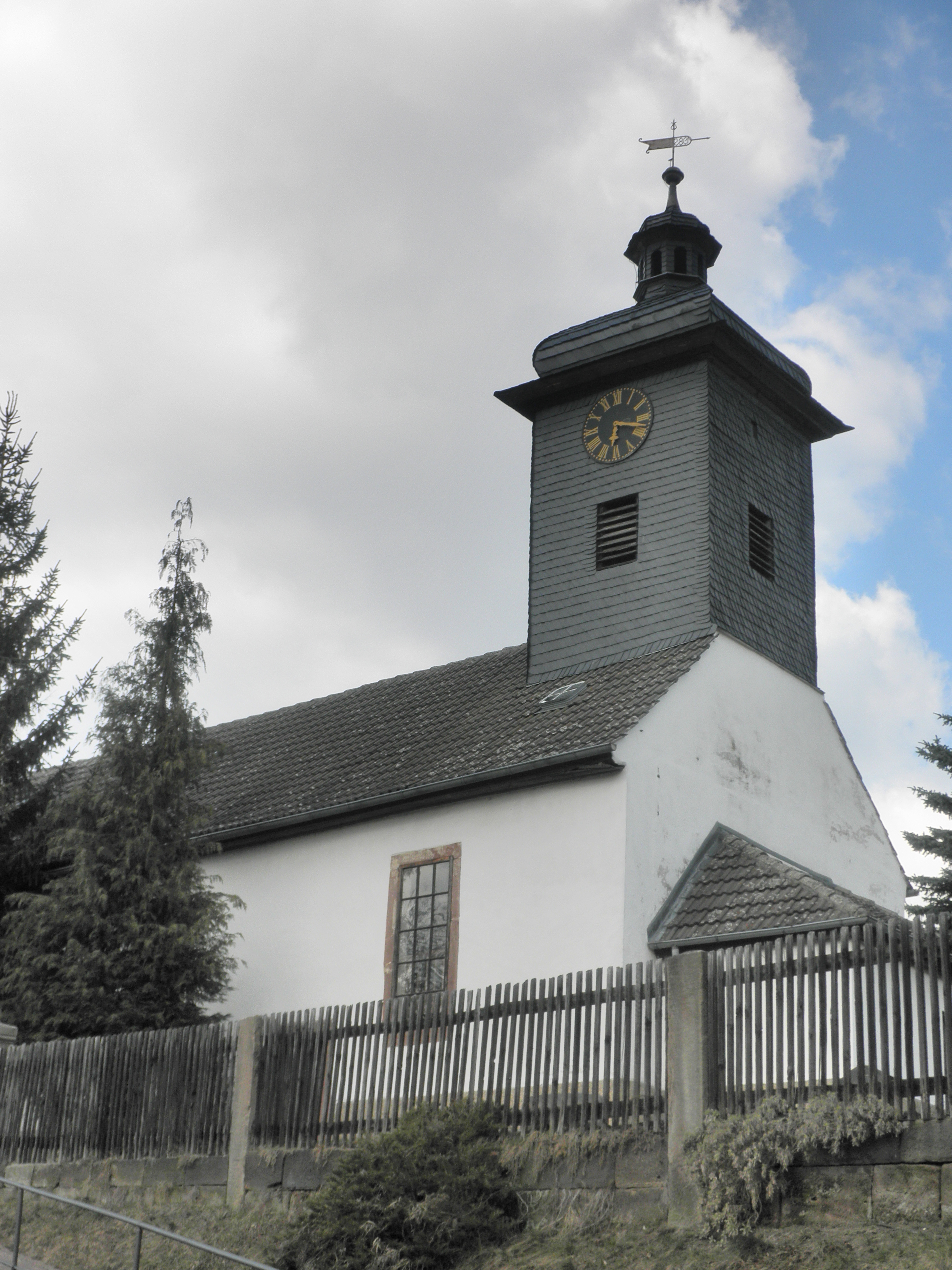
Kirche in Seitenbrück

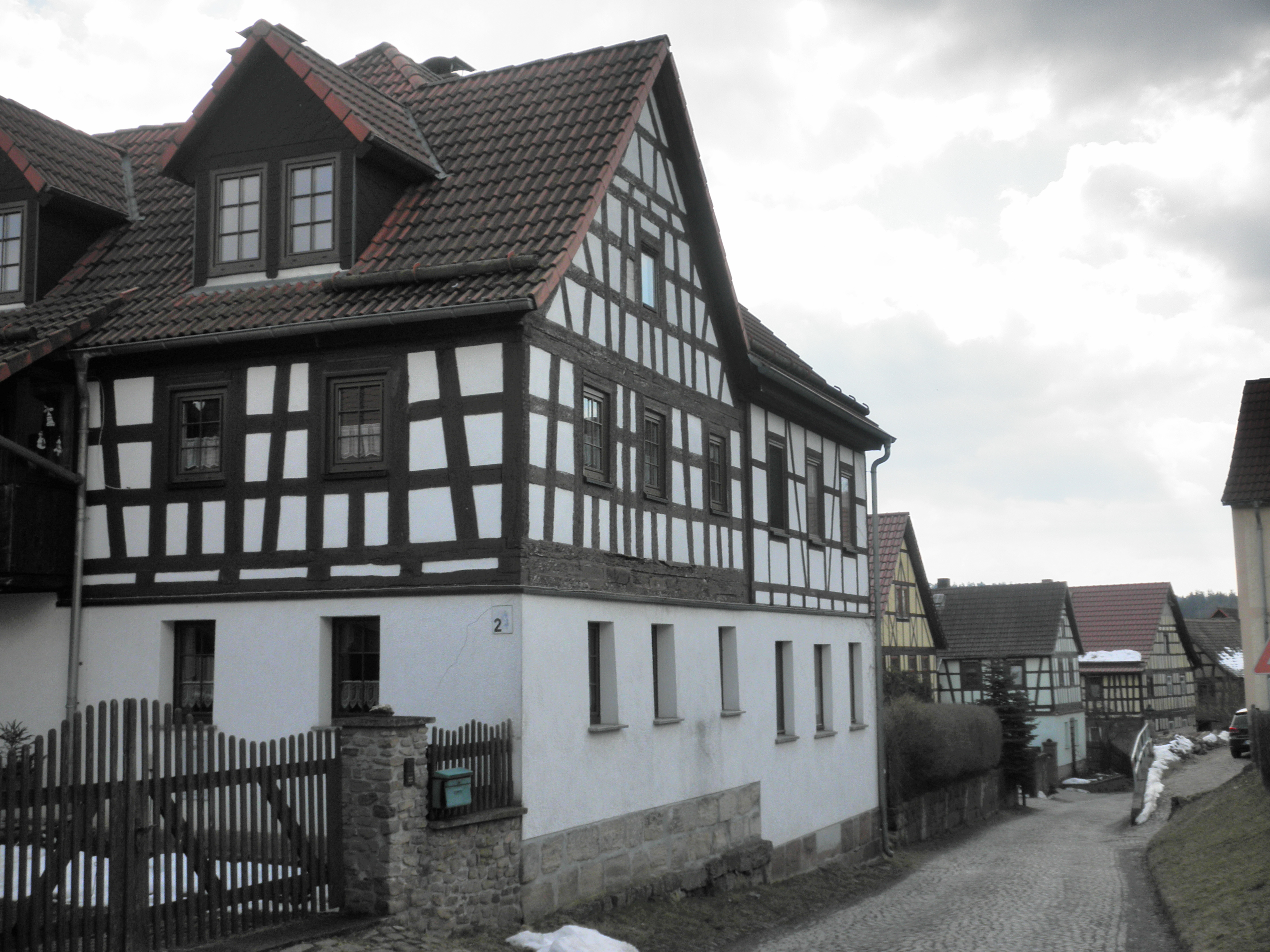
Dorfstraße in Seitenbrück

Seitenbrück ist ein Ortsteil der Gemeinde Oberbodnitz im Saale-Holzland-Kreis in Thüringen.

## Geografie
Seitenbrück liegt südwestlich von Oberbodnitz an der Landesstraße 1062 in einer flachen Quellmulde des Rietschebaches. Früher war der Ort nur über einen Knüppeldamm erreichbar, berichteten Chronisten.

## Geschichte
Die urkundliche Ersterwähnung wurde schon 1280 unterzeichnet und archiviert.
→ Siehe Dorfkirche Seitenbrück
Ackerbau und Holzhandel prägten das Dorf. Heute arbeiten die Nachbardörfer eng zusammen.